# Ashley, Cambridgeshire
Ashley är en civil parish i Storbritannien.   Den ligger i distriktet East Cambridgeshire i grevskapet Cambridgeshire i riksdelen England, i den sydöstra delen av landet, 90 km nordost om huvudstaden London.